# Porto de Paranaguá
O Porto de Paranaguá, também conhecido como Porto Dom Pedro II é um porto localizado na cidade de Paranaguá, no estado do Paraná. É o maior porto exportador de produtos agrícolas do Brasil, com destaque para a soja em grão e o farelo de soja. No ano de 2007, o Porto de Paranaguá, movimentou 38,5 milhões de toneladas e gerou uma receita cambial de US$ 11,8 bilhões. O porto está aberto a turistas, estudantes e empresários.
O Porto de Paranaguá é o maior porto graneleiro da América Latina. Sendo também o 3º maior porto de contêineres do Brasil, perdendo só para Itajaí e Santos. É o maior porto do Brasil em exportação de grãos. Exporta e importa grãos, fertilizantes, contêineres, líquidos, automóveis, madeira, papel, sal, açúcar, entre outros. A maioria dos navios oriundos de outros países são provenientes dos Estados Unidos, China, Japão e Coreia do Sul.

## Administração e investimentos
O porto de Paranaguá é administrado pela Portos do Paraná (Administração dos Portos de Paranaguá e Antonina). Prometendo recuperar o espaço perdido para portos como o de Itajaí em Santa Catarina, o Governo do Paraná anunciou, em janeiro de 2011, o investimento de 154 milhões de reais no Porto de Paranaguá, pedindo a dragagem emergencial do berços de atracação. O restante do dinheiro seria destinado a dragagem do canal de acesso ao porto (Canal da Galheta) e também para ampliação do complexo que passaria de 20 terminais de atracação para 40, isso aumentaria a capacidade do Porto de Paranaguá de 38 milhões de toneladas anualmente para 60 milhões de toneladas.[carece de fontes?]

## Área de Influência
O Porto de Paranaguá tem sua área de influência formada pelos estados de Mato Grosso do Sul, Mato Grosso, Santa Catarina, Rio Grande do Sul, Paraná, Paraguai, Minas Gerais e parte de São Paulo.

## Infraestrutura

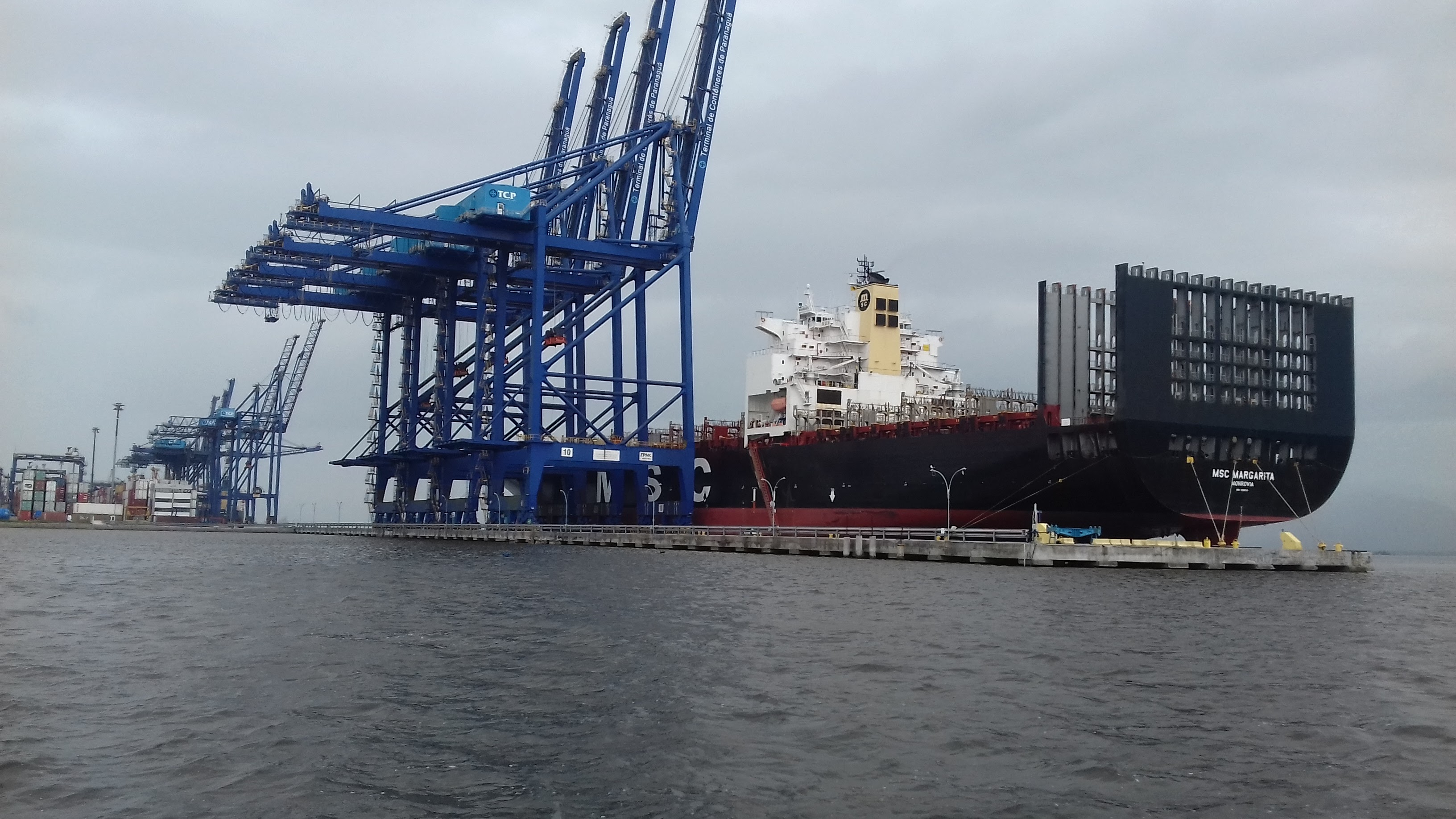
Navio ancorado no Porto de Paranaguá (PR)

### Acessos
O acesso rodoviário pode ser realizado pelas rodovias: BR 277, PR 401, PR 411, PR 410 e PR 412. O acesso ferroviário se dá pela Ferrovia Sul-Atlântico S/A, malha Sul, da antiga Superintendência Regional Curitiba (SR 5), da Rede Ferroviária Federal S.A. (RFFSA). O terminal de contêineres de Paranaguá é o único do sul do Brasil que conta com uma ferrovia direta.
Já o acesso aquaviário apresenta três canais de acesso: o do Norte, o do Sudeste e o da Galheta, esse último, o principal, com 28,5 km de extensão, largura variando de 150m a 200m e profundidade de 12m. A barra de entrada tem largura de 200m e profundidade de 12m.

### Armadores
Alguns dos armadores que atuam em Paranaguá: Maersk Line, Mercosul Line, Safmarine, Evergreen, CMA CGM, Hamburg Süd, CCL, China Shipping, NYK Line, Grimaldi, Mitsui, Gearbulk, Aliança, MSC, CSAV e Cosco.

## Movimento
O Porto de Paranaguá é um dos mais movimentados do Brasil. É notável a presença de milhares de caminhões na cidade que causam até engarrafamentos e caos no trânsito. Em 2020 apresentou mais de 57 milhões de toneladas de movimentação de produtos. Sendo exportados 14,2 milhões de toneladas de soja, 5,4 milhões de toneladas de farelo de soja e 2,5 milhões de toneladas de milho.